# U-426
| U-426                                                                 | U-426                                                          | U-426                                                          |
| --------------------------------------------------------------------- | -------------------------------------------------------------- | -------------------------------------------------------------- |
|                                                                       |                                                                |                                                                |
|                                                                       |                                                                |                                                                |
| U-426 тоне після обстрілу з літака-амфібії «Сандерленд». 8 січня 1944 |                                                                |                                                                |
| Під прапором                                                          | Третій рейх                                                    | Третій рейх                                                    |
| Спуск на воду                                                         | 6 лютого 1943 року                                             | 6 лютого 1943 року                                             |
| Виведений зі складу флоту                                             | 8 січня 1944 року                                              | 8 січня 1944 року                                              |
| Сучасний статус                                                       | затоплений                                                     | затоплений                                                     |
| Проєкт                                                                |                                                                |                                                                |
| Тип ПЧ                                                                | Торпедний ДПЧ                                                  | Торпедний ДПЧ                                                  |
| Основні характеристики                                                |                                                                |                                                                |
| Швидкість (надводна)                                                  | 17,7 вузлів                                                    | 17,7 вузлів                                                    |
| Швидкість (підводна)                                                  | 7,6 вузлів                                                     | 7,6 вузлів                                                     |
| Робоча глибина занурення                                              | 100 м                                                          | 100 м                                                          |
| Гранична глибина занурення                                            | 220 м                                                          | 220 м                                                          |
| Екіпаж                                                                | 44 осіб                                                        | 44 осіб                                                        |
| Розміри                                                               |                                                                |                                                                |
| Довжина найбільша (по КВЛ)                                            | 67,1 м                                                         | 67,1 м                                                         |
| Ширина корпусу найб.                                                  | 6,2 м                                                          | 6,2 м                                                          |
| Висота                                                                | 9,6 м                                                          | 9,6 м                                                          |
| Середня осадка (по КВЛ)                                               | 4,70 м                                                         | 4,70 м                                                         |
| Водотоннажність надводна                                              | 769 т                                                          | 769 т                                                          |
| Озброєння                                                             |                                                                |                                                                |
| Артилерія                                                             | одна палубна гармата калібру 88-мм, одна 20-мм зенітна гармата | одна палубна гармата калібру 88-мм, одна 20-мм зенітна гармата |
| Торпедно- мінне озброєння                                             | 4 носових і один кормовий ТА. 14 торпед                        | 4 носових і один кормовий ТА. 14 торпед                        |

U-426 — німецький підводний човен типу VIIC, часів Другої світової війни.
Замовлення на будівництво човна було віддане 5 червня 1941 року. Човен був закладений на верфі суднобудівної компанії «Danziger Werft AG» у Данцигу 20 червня 1942 року під заводським номером 127, спущений на воду 6 лютого 1943 року, 12 травня 1943 року увійшов до складу 8-ї флотилії. Також за час служби перебував у складі 11-ї та 1-ї флотилій. Єдиним командиром човна був капітан-лейтенант Крістіан Райх.
Човен зробив 2 бойові походи, в яких потопив одне судно.
8 січня 1944 року потоплений в Північній Атлантиці північно-західніше мису Ортегаль (46°47′ пн. ш. 10°42′ зх. д. / 46.783° пн. ш. 10.700° зх. д.) глибинними бомбами австралійського летючого човна «Сандерленд» з 10-ї ескадрильї Королівських ВПС. Всі 51 члени екіпажу загинули.

## Потоплені та пошкоджені кораблі[3]
| Назва       | Тип            | Належність      | Дата           | Тоннаж (БРТ) | Вантаж           | Статус    | Місце                                                       |
| Essex Lance | вантажне судно | Велика Британія | 15 жовтня 1943 | 6 625        | 4000 т антрациту | потоплено | 57°53′ пн. ш. 26°00′ зх. д. / 57.883° пн. ш. 26.000° зх. д. |